# Le Gillon
Le Gillon was een Zuid-Nederlandse adellijke familie, voornamelijk in en rond Brugge gevestigd.

## Geschiedenis
Gillon of Le Gillon was een notabele familie uit Noord-Frankrijk, van wie een telg zich in Brugge kwam vestigen. Het ging om Nicolas Le Gillon (Armentiers, 1534 - Brugge, 12 februari 1602), zoon van Nicolas Le Gillon en Marie Bacheler. Hij trouwde in 1564 met Catherine van Vyve (1540-1601), dochter van de prominente beenhouwer Jerôme van Vyve (†1569) en van Jacqueline Croquet. Hij was stamhouder van de oudste tak van de vleeshouwersfamilie van Vyve.

## Genealogie

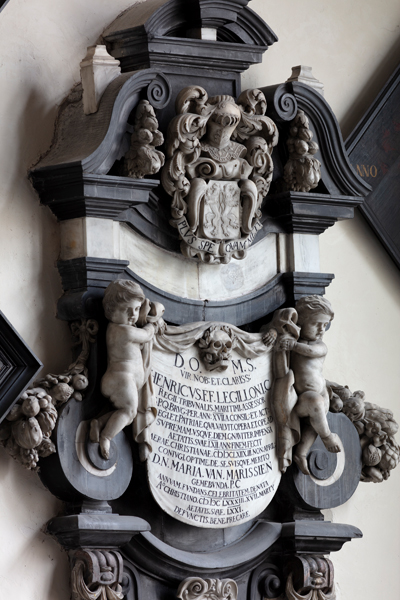
Epitaaf van Henri Le Gillon en Marie van Meurisse, Sint-Jakobskerk (Brugge)

De genealogie zoals vermeld bij J.J. Gailliard ving aan met ridders Gillon in de elfde eeuw. De selectieve afstamming die volgt vangt aan met de eerste Le Gillon in de Zuidelijke Nederlanden.
- Nicolas Le Gillon (1534-1602), getrouwd met Catherine van Vyve.
  - François Le Gillon (1571-1614), getrouwd met Catherine van de Velde, dochter van Luc, heer van Goemaringhe.
    - François Le Gillon (1596-1624), licentiaat in de rechten, griffier van het prinselijk leenhof van de Burg.
    - Pierre Le Gillon (1598-1689), getrouwd met Anne de Rycke (1638).
      - Charles Le Gillon (1631-1695), pensionaris van de stad Brugge, getrouwd met Jeanne de Pachtere (†1682) en met Claudine de Vicq (†1723).
        - Charles-François Le Gillon (1672-1720), schepen van Brugge, getrouwd met Anne van den Kerchove, vrouw van Basseghem.
          - Charles-Henri Le Gillon (°1699), schepen van Brugge, getrouwd met Marie-Ferdinande Lasso-y-Vega.
          - Louis-Emmanuel Le Gillon (1707-1771), baron in 1771, schepen en algemeen ontvanger van het Brugse Vrije, getrouwd met Catherine Wynckelman.
            - Louis Emmanuel Le Gillon: zie hierna.
            - Charles-Louis Le Gillon: zie hierna.

          - Macaire-Joseph Le Gillon (1711-1784), schepen van Brugge, getrouwd met Catherine van Huerne (1718-17658), dochter van Aybert van Huerne.

    - Henri Le Gillon (1607-1668), pensionaris van de stad Brugge, getrouwd met Marie van Meurisse. Ze hadden negen kinderen.
      - Henri-Emmanuel Le Gillon (†1713), getrouwd met Albertine d'Aranda.
        - Charles-Albert Le Gillon (1691-1749), gemeenteraadslid van Brugge.
        - Jean-Philippe Le Gillon (†1759), pensionaris van Brugge.
        - Pierre Le Gillon (†1750), getrouwd met Marie-Thérèse de l'Espée. Ze hadden zeven kinderen. Hij was directeur van de scheepvaart in Vlaanderen en algemeen ontvanger van de douane.
          - Jean-François Legillon (1739-1797), kunstschilder en tekenaar

      - Octave Le Gillon (†1662), monnik in de Eekhoutteabdij.
      - Jean-Baptiste Le Gillon (†1684), monnik in de Duinenabdij.
      - François Le Gillon, seculiere kanunnik.
      - Florent Le Gillon, kartuizer.

Van de familie uit het ancien régime die in 1795 de adellijke status verloor, waren het de twee hierna beschreven afstammelingen die zich opnieuw in de adel inschreven.

## Louis Emmanuel Le Gillon de Basseghem
Louis Emmanuel Jacques Charles Le Gillon de Basseghem (Brugge, 17 september 1745 - 15 oktober 1827) verkreeg in 1816 erkenning in de erfelijke adel met de titel baron, overdraagbaar bij eerstgeboorte, en met de opname in de Ridderschap van de provincie West-Vlaanderen.
Onder het ancien régime was hij baron van Basseghem, heer van Wulfsberghe, Snellegem, Wallincourt en Medele. Hij was een zoon van Louis-Emmanuel Le Gillon, baron van Basseghem en heer van Goemaringhe en van Catherine Wynckelman.
Louis Emmanuel Jacques trouwde in 1774 met Isabelle van der Beke (° 1746), dochter van Charles-Albert van der Beke de Cringen en van Marie-Isabelle Anchemant. Ze hadden een enige zoon, baron Louis-Charles Le Gillon (1782-1835), die gemeenteraadslid werd van Brugge en trouwde met zijn nicht, Marie-Fidèle van der Beke (1778-1865), dochter van Charles-François van der Beke de Cringen en van Catherine Le Gillon.

## Charles-Louis Le Gillon de Goemaringhe
Charles-Louis le Gillon de Goemaringhe (Brugge, 6 augustus 1763 - 21 januari 1831) was eveneens een zoon van het echtpaar Le Gillon-Wynckelman. In 1816 verkreeg hij erkenning in de erfelijke adel, met opname in de Ridderschap van West-Vlaanderen.
Onder het ancien régime was hij heer van Goemaringhe, Cordes en Rymslede. Hij trouwde in 1785 met Françoise van Zuylen van Nyevelt (1759-1827), dochter van Jean-Bernard van Zuylen van Nyevelt en van Isabelle du Bois de Leysele.
Ze hadden vier kinderen:
- Françoise le Gillon, die trouwde met Charles Rapaert.
- Louis (1789-1834), die vrijgezel bleef.
- Thérèse (1792-1863), die trouwde met Louis-Joseph de Bie de Westvoorde (1796-1873).
- Julienne (1794-1822).

De familie Le Gillon de Basseghem stierf uit in de mannelijke lijn in 1835 en de familie Le Gillon de Goemaringhe in 1834. De laatste vrouwelijke naamdrager overleed in 1863. Het belet niet dat de naam Le Gillon in veel genealogieën tevoorschijn komt, omdat via vrouwelijke lijnen heel wat adellijke families, geheel of gedeeltelijk, van de Le Gillons afstammen. Dit was (en is) het geval voor:
- Van Ockerhout en de talrijke afstamming langs de vrouwen,
- Coppieters Stochove en Coppieters 't Wallant,
- de Croeser de Berges en Van Caloen de Basseghem,
- een aantal afstammelingen van Zuylen van Nyevelt,
- alle afstammelingen van Louis-Joseph de Bie de Westvoorde, onder wie Janssens de Bisthoven, Veranneman de Watervliet, Joos de ter Beerst en talrijke andere Belgische families, inbegrepen de voorvaders van koningin Mathilde.